# سلام مامان (ترانه بلک آید پیز)
«سلام مامان» (به انگلیسی: Hey Mama) تک‌آهنگی از بلک آید پیز، است که در سال ۲۰۰۴ میلادی منتشر شد.
این تک‌آهنگ در چارت‌های استرالیا، ایتالیا، دانمارک، سوئیس، اتریش، فلاندرز، آلمان، ایرلند، نیوزلند، نروژ جزو ده ترانه اول قرار گرفت.